# Menophra celaena
Menophra celaena là một loài bướm đêm trong họ Geometridae.